# Управление цветом
В системах цифрового представления цвета, управление цветом — это контролируемое преобразование между разными моделями представления цвета различных устройств, таких как сканеры, цифровые фото- и видеокамеры, мониторы, экраны телевизоров, принтеры и т. д.
Основная цель управления цветом, обеспечить хорошее соответствие цветопередачи у различных устройств. Например, видео, должно давать одинаковые цвета на компьютерном мониторе, на плазменном экране и на единичном кадре, распечатанном на принтере. Управление цветом позволяет добиться одинаковых видимых результатов на всех этих устройствах, при условии, что они одинаковы в возможностях передачи заданной интенсивности цвета.
Частично эта технология включена в операционную систему, вспомогательные библиотеки, приложения и устройства. Для обеспечения кроссплатформенности, используются ICC- совместимые системы управления цветом. Международный консорциум по цвету (International Color Consortium, ICC) — это индустриальный консорциум который создал открытый стандарт Color Matching Module (CMM) (модуль цветового соответствия), действующий на уровне операционной системы, а также цветовые профили ICC для устройств и рабочих пространств (working spaces) (цветовые пространства, доступные для работы пользователей), помимо прочего существуют профили, встраиваемые в устройства. Всё это обеспечивает полноценный процесс преобразования цвета от источника к приемнику.
Существуют также другие решения, подходящие для управления цветом, помимо использования ICC-профилей. Это отчасти связано с историей вопроса и частично из-за некоторых нужд, которые ICC стандарт обеспечить не в состоянии. Фильмы и индустрия телевещания используют множество схожих концепций, но они гораздо чаще ориентируются на узкие решения. Кино-индустрия, например, часто использует 3D LUT (таблица поиска) для представления полного цветового преобразования. На потребительском уровне, управление цветом в настоящее время применяется чаще к статичным изображениям, чем к видео, поскольку управление цветом на уровне видео, всё ещё в зачаточном состоянии.

## Аппаратное обеспечение

### Описание процесса
Для того чтобы различные устройства вывода вели себя предсказуемо, они должны быть откалиброваны в соответствии со стандартным цветовым пространством. Для настройки цветов устройств используются колориметры и спектрофотометры, некоторые устройства (например, монитор) допустимо калибровать «на глаз». В качестве промежуточного результата, гамма устройства описывается в форме беспорядочных измерительных данных. Преобразованием сырых данных в более формальный вид занимаются отдельные приложения. Процесс называют профилированием. Профилирование — сложный итеративный процесс, включающий математику, интенсивные вычисления, тестирование и визуальный анализ. После завершения профилирования, на выходе получаем идеализированное цветовое описание устройства, называемое «цветовой профиль».

### Калибровка
Калибровка похожа на снятие характеристик устройства, однако, может также включать в себя настройку самого устройства. Иногда управление цветом можно несколько упростить, калибруя устройства, с целью приведения их к основному стандартному цветовому пространству, такому как sRGB; если такое калибрование проведено хорошо, то в преобразовании цветов вообще нет необходимости — все устройства будут отображать цвета согласованно. sRGB стандарт был разработан для того, чтобы избежать сложностей цветовой калибровки.

## Цветовые профили

### Встраиваемые
Форматы для хранения изображений (такие как TIFF, JPEG, PNG, EPS, PDF и SVG) могут содержать встроенные цветовые профили, однако это не обязательно. Стандарт ICC был создан для объединения различных разработчиков и производителей. Он разрешает обмен характеристиками устройств вывода и цветовыми пространствами в форме метаданных. Это позволяет встраивать цветовые профили в изображения, а также хранить их в базе данных или каталоге с профилями.

### Цветовые пространства
Цветовые пространства, такие как sRGB, Adobe RGB или proPhoto дают большее удобство при редактировании. Например, пиксели с одинаковыми значениями R,G,B, будут отображены одинаково. Использование слишком большого (широкого) цветового пространства приведет к постеризации, в то же самое время, использование маленького (урезанного) цветового пространства приведет к «обрезанию» цветов.

## Цветовое преобразование
Цветовое преобразование, или конвертирование цветового пространства — это перенос цвета из одного цветового пространства в другое. Это вычисление необходимо всякий раз, когда данные продвигаются по цепочке цветового управления. Преобразование профилируемой цветовой информации для различных устройств вывода, достигается путём привязки данных к стандартному цветовому пространству. Довольно просто конвертировать цвета одного устройства в выбранный стандарт, а от него перейти к цветовому пространству другого устройства. Убедившись, что эталонное цветовое пространство охватывает большинство цветов, которые может различить человек, его можно использовать для обмена цветами между различными устройствами вывода. Эти преобразования осуществляются двумя профилями (исходным и целевым) или профилем, который привязан к устройству.

### Объединенное цветовое пространство
По определению ICC, преобразование между двумя цветовыми пространствами может происходить через объединенное цветовое пространство (profile connection space, PCS): Цветовое пространство 1 → PCS (LAB или XYZ) → Цветовое пространство 2; преобразования к и от PCS — определяется профилем.

### Карта спектра
Поскольку устройства воспроизводят цветовой спектр урезанным (воспроизводимые устройством цвета как правило «уже», чем общий спектр, доступный человеческому глазу), они нуждаются в некоторой перестановке цветов у краев их урезанного спектра, иначе цвета, которые устройство не может отобразить, будут просто «обрезаны». Например темный насыщенный сиренево-голубой цвет обычного компьютерного монитора как правило невозможно распечатать на бумаге с обычным CMYK принтером.
Ближайшее приближение по доступному принтеру спектру, будет гораздо менее насыщенным. И наоборот, в чернильных принтерах смесь голубого цвета, состоящая из насыщенного средней яркости сине- зеленого цвета, находится за пределами цветового охвата обычного компьютерного монитора. Система управления цветом может использовать различные методы для хранения достигнутых результатов, и дает опытным пользователям контроль над поведением карты спектра.

### Целевая визуализация
Когда размер спектра исходного цветового пространства превышает размер конечного цветового пространства, насыщенные цвета подлежат обрезанию, или, более формально, «пережиганию» цвета. Модуль цветового управления может обработать эту задачу несколькими различными способами. Спецификация ICC включает целых 4 разных способа визуализации: «абсолютная колориметрия», «относительная колориметрия», «по восприятию» и «насыщенности».
Абсолютная колориметрия
Абсолютная колориметрия и относительная колориметрия как правило используют одну и ту же таблицу но отличаются по выравниванию белой точки. Если выводящее устройство имеет более широкий спектр, чем исходный профиль, то есть все цвета представленные на входе, могут быть отображены на выходе, при этом используется визуализация с помощью абсолютной колориметрии. Этим способом можно получить «идеальное преобразование» (за исключением шумов, точности), поскольку оно дает точное отображение представленных CIELAB величин. По восприятию цвета могут являться неверными, но инструментальное измерение исходного цвета будет совпадать с конечным. Цвета, находящиеся за границами воспроизводимого цвета, будут перенесены к краю цветового спектра выводящего устройства.
Абсолютная колориметрия полезна, когда необходимо получить точный цвет или оценить точность методов «приведения к границе».
Относительная колориметрия.
Выполняется с целью правдоподобного воспроизведения выбранного цвета. Очевидно, что здесь тоже происходят некоторые преобразования карты спектра. Обычно при получении оттенка и яркости, жертвуют насыщенностью. Относительная колориметрия — основное средство цветового преобразования для большинства систем.
Насыщенность и восприятие
Этот метод применяется, когда результат сильно зависит от обработчика профиля. Конкуренты данной сферы поддерживают этот метод по-разному. Метод используется создателями профилей, для удовлетворения разных потребностей: для ярких красивых изображений существует необходимость «натурального» воспроизведения цвета, в то время, как для бизнес графики отображение делают более насыщенным. Эффект достигается за счет различных визуальных преобразований а также использования различных карт спектра. Рендеринг по восприятию рекомендован для разбиения цветов.
На практике, фотографы почти всегда используют либо относительную обработку, либо по восприятию, поскольку для реальных изображений, важнее цветовой оттенок, тогда, как насыщение выводит не натуральные цвета. При относительной обработке, цвета, которые вышли за карту спектра, просто приводятся к её краю, в то время как обработка по восприятию сглаженно сдвигает цвета внутрь целевой карты спектра, сохраняя градации, однако в то же время искажает внутренние цвета карты спектра в процессе обработки. Когда изображение целиком лежит в пределах целевой карты спектра, преобразование проходит превосходно, однако, когда некоторые цвета изображения выходят за пределы карты спектра(целевой), цвета ведут себя по-разному от случая к случаю.
Изменение насыщенности наиболее полезно в графиках и диаграммах, которые содержат дискретную палитру цветов, некоторые из которых можно сделать более насыщенными. Применяется, когда оттенок не сильно важен.

## Реализация
Данный метод реализуется на 3 уровнях: в модуле цветовой обработки, на уровне операционной системы, и на уровне отдельных приложений.

### Модуль цветовой обработки
Модуль цветового соответствия (также — метод или система) — это программный алгоритм, который корректирует цветовые данные, полученные от или отправляемые в различные устройства, таким образом, чтобы цвета, которые они отображают, согласовались друг с другом.
Основная проблема состоит в том, что не существует универсального способа, как обработать цвета, которые не могут быть отображены конечным устройством. Как правило настройку производят так, чтобы различные устройства выдавали визуально одинаковые цвета (насколько это возможно). Для этой проблемы нет универсального решения, и исполнение зависит от возможностей каждого конкретного метода преобразования цветов.
Некоторые известные CMM (от англ. Color Matching module- модуль цветового соответствия) — это ColorSync, Adobe CMM,LittleCMS и ArgyllCMS

### Уровень операционной системы
С 1997 управление цветом в Windows осуществляется на уровне операционной системы, с помощью ICC системы. Начиная с Windows Vista, Microsoft ввела новую цветовую архитектуру, известную, как Windows Color System. Эта система дополняет систему ICM, присутствующую в Windows 2000 и Windows XP.
Apple’s операционная система Mac предоставляет управление цветом на уровне операционной системы с 1993, при помощи ColorSync.
Операционные системы, использующие X Window System для отображения графики, применяют ICC-профиль и поддерживают систему управления цветом Linux Color management, которая все еще не сильно развита, по сравнению с другими платформами. Система координируется через OpenIcc на freedesktop.org и использует LittleCMS.

### Уровень приложений
Большинство интернет браузеров игнорирует цветовые профили. Исключение составляют Safari, начиная с версии 2.0 и Firefox, начиная с версии 3.0. Хотя опция отключена по умолчанию в Firefox 3.0, пользователи могут включить ICC 2 и 4 версии, используя дополнение к браузеру, или установкой значения «gfx.color_management.enabled» в «true». Начиная с Firefox 3.5 управление цветом активно по умолчанию только для изображений, являющихся ярлыками, но ограничено версией 2 ICC, ввиду изменений в системе управления цветом, начиная с версии 3.0. Internet Explorer 9 будет первой версией браузера, которая будет поддерживать ICC профили. FastPictureViewer — коммерческий просмотрщик изображений для Windows, предоставляет полную поддержку систем управления цветом (профиль монитора и профили изображений).